# Municipio Cocotitlán
Koordinaten: 19° 13′ 52″ N, 98° 51′ 50″ W
Cocotitlán ist ein Municipio im mexikanischen Bundesstaat México. Es gehört zur Zona Metropolitana del Valle de México, der Metropolregion um Mexiko-Stadt. Die Gemeinde hatte im Jahr 2010 12.142 Einwohner, ihre Fläche beträgt 15 km².

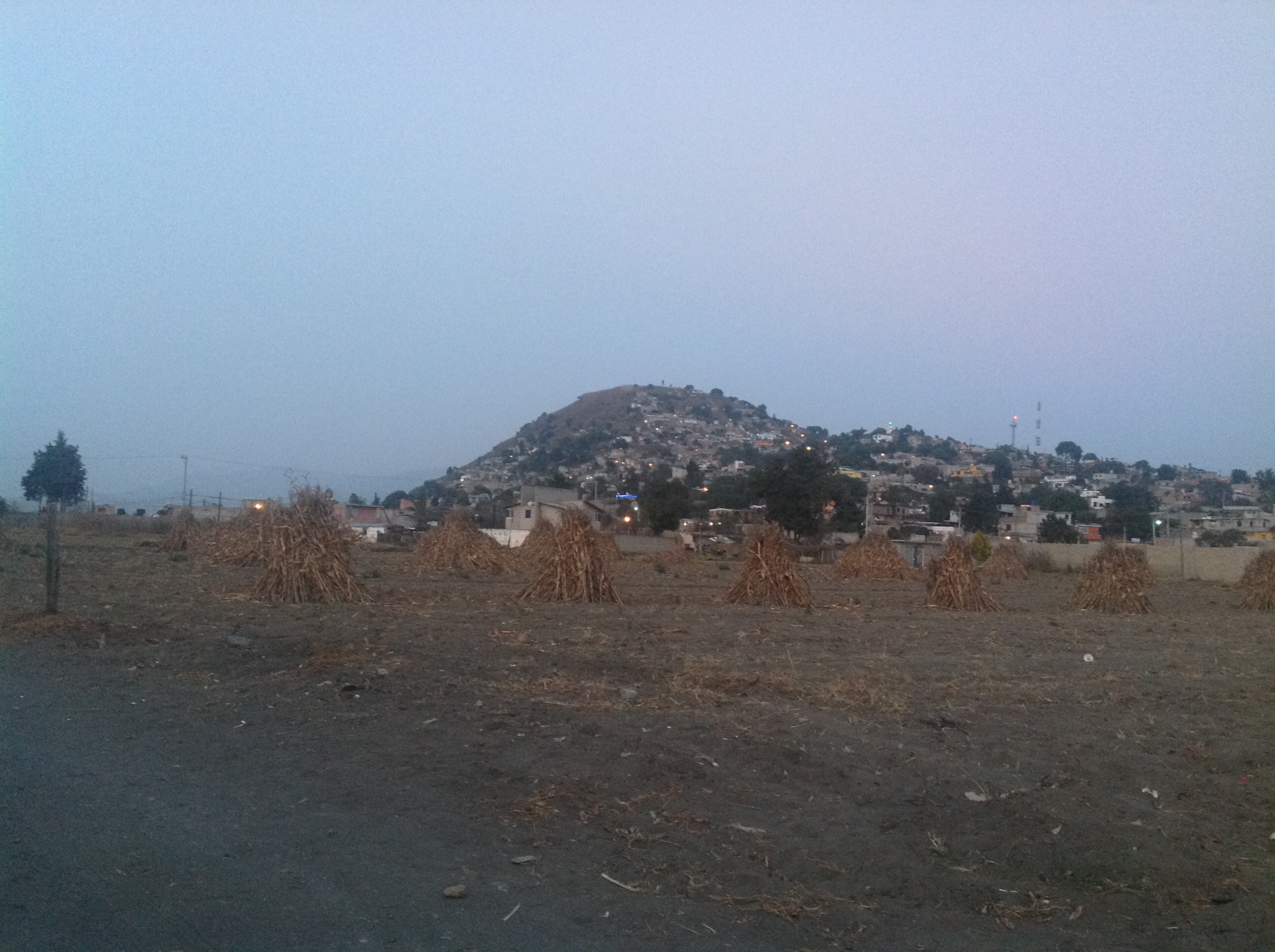
Cocotitlán

Verwaltungssitz und größter Ort des Municipios ist das gleichnamige Cocotitlán, die nächstgrößeren Orte sind San Andrés Metla und Ejido Atoyac.

## Geographie
Das Municipio Cocotitlán liegt im Osten des Bundesstaats México. Es grenzt an die Municipios Chalco, Tlalmanalco und Temamatla.